# Wólka Batorska
Wólka Batorska – wieś w Polsce położona w województwie lubelskim, w powiecie janowskim, w gminie Batorz. Leży nad Porem.
W latach 1975–1998 miejscowość administracyjnie należała do województwa tarnobrzeskiego. Wieś jest sołectwem. Według Narodowego Spisu Powszechnego (III 2011 r.) liczyła 427 mieszkańców i była trzecią co do wielkości miejscowością gminy Batorz. Miejscowa ludność wyznania katolickiego przynależy do Parafii św. Stanisława w Batorzu Pierwszym.

## Historia
Wieś powstała pod koniec XVI wieku jako przysiółek Batorza. Jej pierwotna nazwa brzmiała Żabia Wólka. Pierwsze wzmianki na jej temat pochodzą z 1592 roku jako własność Olelkiewiczów-Słuckich, potem Radziwiłłów. W 1604 roku weszła w skład włości ordynackich. W 1626 roku zamieszkiwało ją 20 zagrodników, 3 komornice oraz kowal i bednarz. Z racji, że była położona nad rzeką, od co najmniej 1695 roku istniał młyn wodny. W czasie wojny północnej Wólka doznała pewnych zniszczeń, między innymi zerwaniu uległ młyn (1715 rok). W 1787 roku wieś zamieszkiwało 245 osób. Na początku XIX wieku funkcjonowała w Wólce karczma. W wyniku wojen napoleońskich spadła liczba mieszkańców. Jednak w II połowie XIX wieku straty ludnościowe zostały zrekompensowane. Wskutek walk frontowych w 1914 roku 36 posesji uległo spaleniu, w całości lub częściowo. W 1921 roku wieś liczyła 66 domów i 408 mieszkańców. W dwudziestoleciu międzywojennym powstała w Wólce szkoła powszechna i spółdzielnia spożywców. W 1926 roku miejscowość włączono do nowo powstałej gminy Batorz. Po II wojnie światowej powstała jednostka straży pożarnej, a w 1974 roku zbudowano świetlicę wiejską.
Nieoficjalne części wsi
- Wólka Batorska Kolonia – część wsi, powstała w okresie międzywojennym, w wyniku komasacji przeprowadzonej w 1930 roku.
- Bąkowiec – część wsi, powstała przed II wojną światową.